# Ермолов, Игорь Николаевич
Игорь Николаевич Ермолов (26.01.1927 — 26.06.2007) — российский учёный в области ультразвуковых методов неразрушающего контроля и технической диагностики, доктор технических наук, профессор, заслуженный деятель науки и техники РСФСР (1988).
Родился в Туле в семье врача и учительницы. Там же в 1946 г. окончил 4-ю мужскую среднюю школу (с золотой медалью).
Учился в МЭИ два года на теплоэнергетическом факультете, год — на физико-энергетическом, затем перевёлся на второй курс физтеха МГУ, в 1951 году их группу перевели в Московский механический институт (будущий МФТИ). Окончил его в 1953 г. с красным дипломом.
С тех пор работал в отделе неразрушающих методов исследования металлов (ОНМИМ) ЦНИИТМАШ. С 1956 по 1991 год руководил лабораторией ультразвуковых методов исследования металлов.
В 1960 году защитил кандидатскую, а в 1970 − докторскую диссертации:
- Теоретическое и экспериментальное исследование акустического тракта импульсного ультразвукового дефектоскопа : диссертация … кандидата технических наук : 05.00.00. — Москва, 1959. — 249 с. : ил.
- Теоретическое и экспериментальное исследование ультразвуковых методов контроля, разработка аппаратуры и технологии дефектоскопии в энергомашиностроении : диссертация … : доктора технических наук : 05.00.00. — Москва, 1969. — 357 с. : ил.

В 1971 году присвоено учёное звание профессора.
В 1960-е гг. доцент Московского горного института, читал лекции по ультразвуковой дефектоскопии. В 1970-е гг. профессор кафедры электротехники и интроскопии МЭИ.
Разработал теорию акустического тракта ультразвукового дефектоскопа.
Под его руководством и при непосредственном участии созданы и внедрены в промышленность многочисленные средства ультразвукового контроля, в том числе автоматические и полуавтоматические ультразвуковые дефектоскопы для контроля труб, трубных заготовок, поковок, роторов, сварных швов и основного металла оборудования ответственного назначения, в том числе атомных и тепловых электростанций.
Автор 16 монографий и 256 научных работ, научный руководитель более 20 аспирантов и докторантов.
Сочинения:
- Теория и практика ультразвукового контроля / И. Н. Ермолов. — М. : Машиностроение, 1981. — 240 с. : ил.; 20 см.
- Методы и средства неразрушающего контроля качества : [Учеб. пособие для вузов по спец. «Физ. методы и приборы контроля качества»] / И. Н. Ермолов, Ю. Я. Останин. — М. : Высш. шк., 1988. — 367,[1] с. : ил.; 22 см; ISBN 5-06-001373-1
- Методы ультразвуковой дефектоскопии [Текст] : Курс лекций / М-во высш. и сред. спец. образования РСФСР. Моск. горный ин-т. — Москва : [б. и.], 1966—1968. — 2 т.; 20 см. Ч. 1: Методы дефектоскопии. Ультразвуковые волны. Импульсный эхо-метод. Ч. 1. — 1966 [обл. 1967]. — 267 с., 1 л. схем. : ил. Ч. 2: Теневой и резонансный методы. Дефектоскопия волнами в пластинах и стержнях. Ч. 2. — 1968. — 115 с., 1 л. схем. : черт.
- Неразрушающий контроль : справочник : в 8 т. / под ред. В. В. Клюева. — Изд. 2-е, перераб. и испр. — Москва : Машиностроение, 2006. — 25 см. — (Справочник). Т. 3: Ультразвуковой контроль. Т. 3 / И. Н. Ермолов, Ю. В. Ланге. — 2006. — 864 с. : ил., табл.; ISBN 5-217-03323-1
- Ультразвуковой контроль сварных швов [Текст] / А. К. Гуревич, И. Н. Ермолов. — Киев : Технiка, 1972. — 460 с. : ил.; 20 см.
- Ультразвуковые пьезопреобразователи для неразрушающего контроля / [И. Н. Ермолов, М. Б. Гитис, М. В. Королев и др.]; Под общ. ред. И. Н. Ермолова. — М. : Машиностроение, 1986. — 277,[1] с. : ил.; 22 см.
- Nondestructive testing : handbook : in 8 volumes / ed. by V. V. Klyuev. — Moscow : Spectr, 2009- (М. : Наука). — 24 см. vol. 3: Ultrasonic testing / I. N. Ermolov, Yu. V. Lange. — 2009 (М. : Наука). — 784 с. : ил.; ISBN 978-5-904270-02-5.

Жена — Майя Ивановна Баглаева, сыновья Алексей и Михаил.